# WWE-pay-per-viewevenementen 1994
De WWE-pay-per-viewevenementen in 1994 bestond uit professioneel worstelevenementen, die door de WWE werden georganiseerd in het kalenderjaar 1994.
In 1994 introduceerde de organisator, toen de World Wrestling Federation (WWF) genaamd, geen nieuwe evenementen.

## WWE-pay-per-viewevenementen in 1994
| Datum            | Evenement        | Locatie                 | Stad                      |
| ---------------- | ---------------- | ----------------------- | ------------------------- |
| 22 januari 1994  | Royal Rumble     | Providence Civic Center | Providence (Rhode Island) |
| 20 maart 1994    | WrestleMania X   | Madison Square Garden   | New York                  |
| 19 juni 1994     | King of the Ring | Baltimore Arena         | Baltimore                 |
| 29 augustus 1994 | SummerSlam       | United Center           | Chicago                   |
| 23 november 1994 | Survivor Series  | Freeman Coliseum        | San Antonio (Texas)       |